# Lielupe
Il Lielupe (in tedesco Kurländische Aa) è un fiume lettone, dalla lunghezza di 119 km e dal bacino di 17600 km². Il nome deriva dalla combinazione tra i termini lettoni liela (forma femminile di liels, "grande") e upe, "fiume"; avendo così il significato letterale di "[il] grande fiume".
Il fiume si origina dalla confluenza tra i fiumi Mēmele e Mūša nei pressi della città di Bauska. Nel suo punto più basso, scorre parallelo alla linea della costa del Golfo di Riga, per poi sfociare nel Mar Baltico. Una ramificazione del fiume, chiamata Buļļupe, confluisce nel fiume Daugava. La foce attuale esiste dal 1755, fino ad allora era il Buļļupe il canale principale.
Circa il 50-55% della quantità d'acqua a disposizione del fiume deriva dallo scioglimento delle nevi. Il fiume risulta navigabile per un tratto di circa 100 km, il tratto continuo più lungo tra tutti i fiumi lettoni. Il Lielupe attraversa le città di Bauska, Mežotne, Jelgava, Kalnciems, Jūrmala e Riga.
Lielupe è anche il nome di una stazione ferroviaria e di un quartiere di Jūrmala.

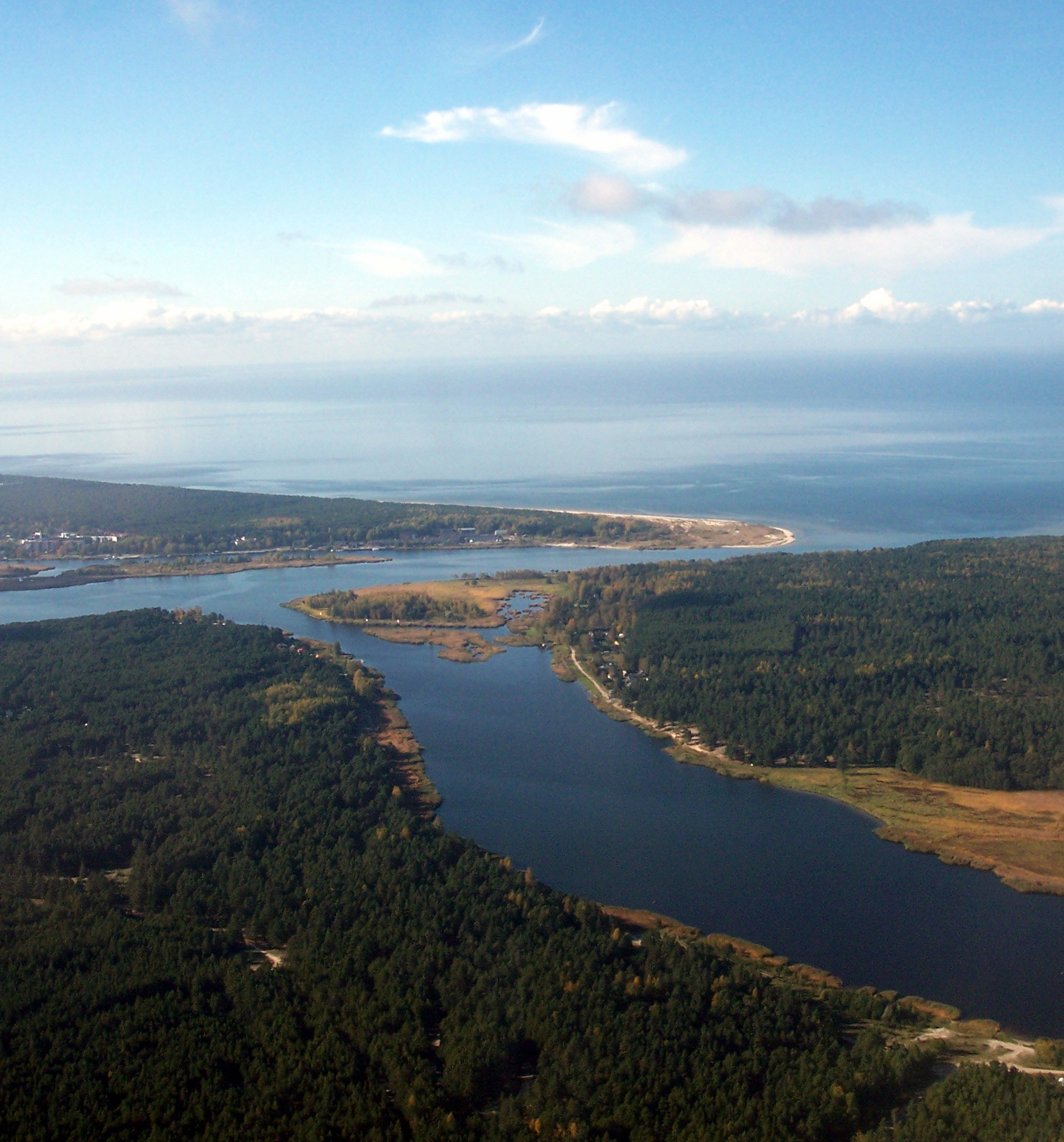
Imboccatura nel mar Baltico, Buļļupe sulla sinistra